# Caldeirão de Santa Cruz do Deserto

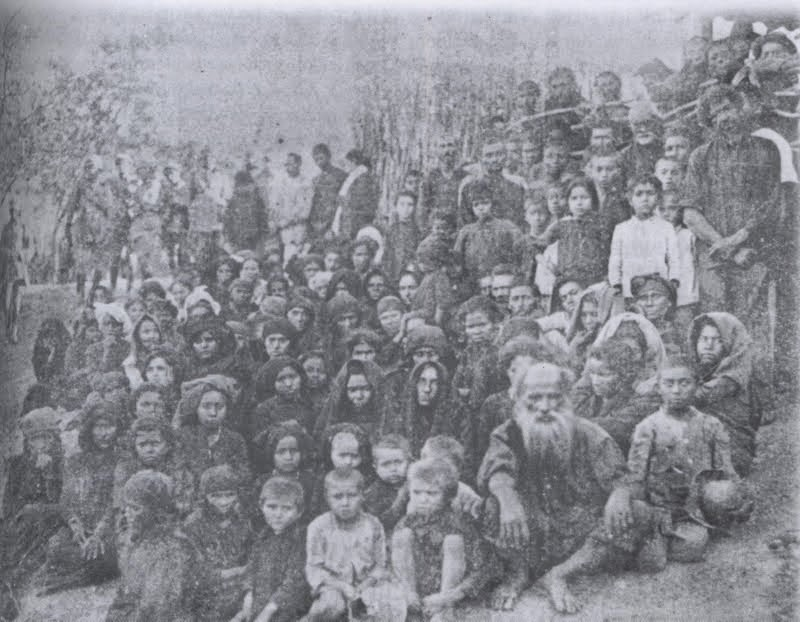
Sobreviventes do ataque ao Caldeirão.

O Caldeirão da Santa Cruz do Deserto ou Caldeirão dos Jesuítas foi um dos movimentos messiânicos que surgiu nas terras do Crato, Ceará. A comunidade era liderada pelo paraibano de Pilões de Dentro, José Lourenço Gomes da Silva, mais conhecido por beato José Lourenço.

## História

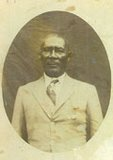
José Lourenço Gomes da Silva

### Sítio Baixa Dantas
José Lourenço trabalhava com sua família em latifúndios do sertão da Paraíba. Decidiu migrar para Juazeiro do Norte, onde conheceu o Padre Cícero e ganhou sua simpatia e confiança. Em Juazeiro, conseguiu arrendar um lote de terra no sitio Baixa Dantas, no município do Crato. Com bastante esforço de José Lourenço e os demais romeiros, em pouco tempo a terra prosperou, e eles produziram cereais e frutas. Diferente das fazendas vizinhas, na comunidade toda a produção era dividida igualmente.
José Lourenço tornou-se líder daquele povoado, e se dedicou à religião, à caridade e a servir ao próximo. Mesmo analfabeto, era ele quem dividia as tarefas e ensinava agricultura e medicina popular. Para o sítio Baixa Dantas eram enviados, por Padre Cícero, assassinos, ladrões e miseráveis, enfim, pessoas que precisavam de ajuda para trabalhar e obter sua fé. Após o surgimento da Sedição de Juazeiro, da qual José Lourenço não participou, suas terras foram invadidas por jagunços. Com o fim da revolta, José Lourenço e seus seguidores reconstruíram o povoado.
Em 1921, Delmiro Gouveia presenteou Padre Cícero com um boi, chamado Mansinho, e o entregou aos cuidados de José Lourenço. Os inimigos de Padre Cícero, se aproveitaram disso espalhando boatos de que as pessoas estariam adorando o boi como a um deus. Por conta disso, o boi foi morto e José Lourenço foi preso a mando de Floro Bartolomeu, tendo sido solto por influência de Padre Cícero alguns dias depois.

### Caldeirão deSanta Cruz do Deserto
Em 1926, o sítio Baixa Dantas foi vendido e o novo proprietário exigiu que os membros da comunidade saíssem das terras. Com isso, Padre Cícero resolveu alojar o beato e os romeiros em uma grande fazenda denominada Caldeirão dos Jesuítas, situada no Crato, onde recomeçaram o trabalho comunitário, criando uma sociedade igualitária que tinha como base a religião. Toda a produção do Caldeirão era dividida igualmente, o excedente era vendido e, com o lucro, investia-se em remédios e querosene.
No Caldeirão cada família tinha sua casa e órfãos eram afilhados do beato. Na fazenda também havia um cemitério e uma igreja, construídos pelos próprios membros. A comunidade chegou a ter mais de mil habitantes. Com a grande seca de 1932, esse número aumentou, pois lá chegaram muitos flagelados. Após a morte de Padre Cícero, muitos nordestinos passaram a considerar o beato José Lourenço como seu sucessor.
Devido a muitos grupos de pessoas começarem a ir para o Caldeirão e deixarem seus trabalhos árduos, pois viam aquela sociedade como um paraíso, os poderosos, a classe dominante, começaram a temer aquilo que consideravam ser uma má influência.

### Massacre
Em 1937, sem a proteção de Padre Cícero, que falecera em 1934, a fazenda foi invadida e destruída pelas forças do governo de Getúlio Vargas, que acusava a comunidade de comunismo. Os sertanejos sobreviventes dividiram-se, ressurgindo novamente pela mata em uma nova comunidade, que em 11 de maio foi invadida novamente, dessa vez por terra e pelo ar, quando aconteceu um grande massacre, com o número oficial de 400 mortos (outras estimativas, entanto, chegam a mais de 1000). Os familiares e descendentes dos mortos nunca souberam onde encontram-se os corpos, pois o Exército Brasileiro e a Polícia Militar do Ceará nunca informaram o local da vala comum na qual os seguidores do Beato foram enterrados. Presume-se que a vala coletiva encontra-se no Caldeirão ou na Mata dos Cavalos, na Serra do Cruzeiro (região do Cariri). José Lourenço fugiu para Pernambuco, onde morreu aos 74 anos, de peste bubônica, tendo sido levado por uma multidão para Juazeiro, onde foi enterrado no cemitério do Socorro.

## Caldeirão hoje

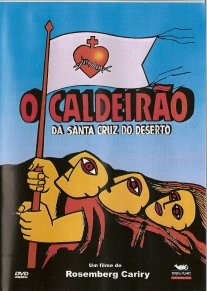
Cartaz do Filme "O Caldeirão da Santa Cruz do Deserto".

Da época da Irmandade do Caldeirão de Santa Cruz do Deserto, existem ainda a capela branca, que tem como padroeiro Santo Inácio de Loyola, ao lado da ermida, duas casas, um muro de laje de um velho cemitério, um cruzeiro e no alto as ruínas da residência do beato José Lourenço.
Atualmente, 47 famílias vivem num sítio denominado Assentamento 10 de Abril, a 37 km do centro do Crato. No local encontram-se 47 casas; dessas, 44 são de alvenaria e uma escola, porém sem ostentar as dimensões atingidas pelo então Caldeirão do beato José Lourenço. As famílias residentes mantêm atividade de horticultura comercial, agricultura de subsistência e apicultura.
A ONG SOS Direitos Humanos entrou com uma ação civil pública no ano de 2008 na Justiça Federal do Ceará, contra o Governo Federal do Brasil e Governo do Estado do Ceará, requerendo que o Exército Brasileiro tornasse público o local da vala comum, realizasse a exumação dos corpos, identificasse as vítimas via exames de DNA, enterrasse os restos mortais, indenizasse no valor de R$ 500 mil, todos os familiares das vítimas e os remanescentes, e incluísse na história oficial, à título pedagógico, a história do massacre do Sítio da Santa Cruz do Deserto, ou Sítio Caldeirão. A pedido do Ministério Público Federal da cidade de Juazeiro do Norte, a ação foi extinta sem julgamento de mérito pelo juiz da 16ª Vara Federal de Juazeiro do Norte. A ONG recorreu ao Tribunal Regional Federal da 5ª Região em Recife, Pernambuco, requerendo que a ação seja julgada o mérito porque o crime cometido contra a comunidade do Sítio Caldeirão é de lesa humanidade, e portanto, imprescritível.
No ano de 2009, a mesma ONG denunciou o Brasil à Organização dos Estados Americanos, por crime de desaparecimento forçado de pessoas e para que seja obrigada a informar a localização da vala comum com as 1000 vítimas do Sítio Caldeirão. A entidade considera o sítio Caldeirão como o Araguaia do Ceará, uma vez que os militares mataram 1000 pessoas e após, enterraram em vala comum em lugar desconhecido da mata dos cavalos, em cima da Chapada do Araripe. A ONG está pedindo auxílio à entidades internacionais para que a vala comum seja encontrada, bem como, de geólogos, geofísicos e arqueólogos para identificar a localização da vala comum.
Em 1986 o cineasta Rosemberg Cariry, realizou um documentário rico em depoimentos de sobreviventes do massacre. Caldeirão é um movimento considerado como uma outra Guerra de Canudos.
A Cia. do Tijolo, grupo artístico, apresenta ainda (2010) espetáculo que conta a história do Caldeirão, e exalta também Patativa do Assaré, poeta nascido no nordeste brasileiro.
Em 2017, a violinista Mariana Holshuh apresentou em Natal/RN a obra "O Caldeirão dos esquecidos", para violino solo, do compositor Danilo Guanais, inspirada em elementos da história do Caldeirão dos Jesuítas.